# Spring Street (linea IND Eighth Avenue)
Spring Street è una fermata della metropolitana di New York situata sulla linea IND Eighth Avenue. Nel 2019 è stata utilizzata da 4 423 135 passeggeri. È servita dalla linea E sempre, dalla linea C sempre tranne di notte, e dalla linea A solo di notte.

## Storia
La stazione fu aperta il 10 settembre 1932.

## Strutture e impianti
La stazione è sotterranea, ha due banchine laterali e quattro binari, i due esterni per i treni locali e i due interni per quelli espressi. È posta al di sotto di Sixth Avenue e non ha un mezzanino, i tornelli si trovano infatti al livello delle banchine. La banchina in direzione downtown ha due gruppi di tornelli, quello sud ha una scala che porta su Spring Street e quello centrale una che porta all'incrocio con Vandam Street. La banchina in direzione uptown ha un solo gruppo di tornelli con una scala che porta sul lato est dell'incrocio con Spring Street. Le due banchine sono collegate tra di loro attraverso un corridoio posizionato sotto il piano binari.

## Interscambi
La stazione è servita da alcune autolinee gestite da NYCT Bus.
- Fermata autobus